# Jærens rev
Jærens rev er den vestligste sandtange på kysten af Jæren, i Klepp kommune, mellem Orrestranda og Borestranda.
Revet har været åsted for mange forlis langs Jærkysten som er meget udsat for hårdt vejr, og en redningsstation blev oprettet her, på gården Reve, i 1852.
Jærens rev er også en en velkendt lokalitet for vadefugle, og Stavanger Museum har en fuglestation her.

## Vrag
Skibet MS «Knute Nelson» sank ved Jærens rev den 27. september 1944, sammen med flere af skipene i konvojen.
58°45′10″N 5°29′22″Ø / 58.75278°N 5.48944°Ø